# Il mistero in casa del dottore
Il mistero in casa del dottore  è un film muto italiano del 1922 diretto e scritto da Alessandro De Stefani.